# Modulus bermontianus
Modulus bermontianus is een slakkensoort uit de familie van de Modulidae. De wetenschappelijke naam van de soort is voor het eerst geldig gepubliceerd in 1994 door Petuch.